# 二站天主堂
二站天主堂，位于北京市房山区石楼镇二站村，其旧址以“天主教堂惨案遗址”之名被定为北京市房山区普查登记文物。

## 简介
二站天主堂在二站村北。是两层大院，有十多间房屋。前院居住的是教堂杂役，后院西侧是教堂，可容一千多人。北面的一排北房是神父住宅，西礼堂小跨院有条2米高、1.5米宽的地道，自南向北直通北墙外的草地。教堂为哥特式建筑，有三个主尖塔和多个尖塔状装饰物。二站天主堂建于1937年春，教堂正门上刻有“天主堂1937”字样。当时二站村教堂的本堂神父，有的说是一位法国教士，而流传更广的说法是，本堂神父是位中国神父名叫张庆桐。
抗日战争全面爆发后，1937年8月，占领北平后的日军增调重兵至华北。8月26日和27日，日军左翼第5师团和右翼独立混成第11旅分别占领南口附近的怀来、延庆，南口战役结束。南口战役之后，日军在二站天主堂及其所在的二站村制造了“二站惨案”。
1937年8月20日，侵华日军进攻北平郊区。石楼镇的二站村、石楼村、坨头村等村民支援国民革命军第二十九军抗日。但因兵力悬殊，第二十九军且战且退，很快撤至良乡、房山地区。1937年9月13日，第二十九军被迫撤离二站村。9月15日（农历八月十一日），二站村、夏村及附近几个村的村民正在石楼村挖壕沟，这是第二十九军为阻止日军南侵而分配的任务。村民们挖了不久，日军飞机便来轰炸。随后，听说日军要来了，挖壕沟的村民四散。当天夜间，日军开进夏村。大批夏村及附近村的村民跑到二站村天主堂，听说那里的传教士可保百姓平安。当时二站村有1000多村民，其中相当一部分是天主教徒，二站村天主教堂也是当时附近几个村中唯一的天主教堂。教堂当天要做小米饭给大家吃，所以统计了教堂里人数，据说有360多人。当时，教堂的前后院子里挤满人，妇女及孩子都在屋里，男人都挤在前后两个院子里。
1937年9月16日（农历八月十二日）夜间，日军开进二站村，当时没有进教堂，直到天亮后才进教堂查看避难人员的情况。日军因怀疑大批人聚集在教堂里可能是想集体反抗，所以决定将教堂中的男劳力（10岁以上的男性青壮年）全部拉到村西屠杀。9月17日（农历八月十三日）下午四时左右，二站村公所的负责人让教堂里避难的男人都出去，110多个男人出了教堂，被赶到二站村西小西庄大沟里。个别男人从教堂后院逃出。大沟四周有日本骑兵队包围，高坎上架有机关枪。日军让这些人脱下衣服检查身体。凡是头上有戴草帽印痕的就说是戴军帽的印痕，肩上有挑扁担的印痕就说是扛步枪的印痕，脚腕上有打腿带的印痕就说是绑裹腿的印痕，手上有茧的就说是长期拉枪栓的印痕。最后这些男村民都被日军说成是中国军队的士兵。检查完毕，日军便开始屠杀。为不被教堂里的人听到枪声，日军将村民每次从大沟里拉出三个，往西边和北边的地坎子上赶，上了地坎子是一片谷地和白薯地，进了谷地和白薯地不远，日军便用刺刀将这些人刺死。这批大沟里的男村民里只有个别人沿着大沟逃走了，其余的都被拉出大沟屠杀。被拉出大沟的人里，只有张润生一个人靠装死才侥幸逃生。
日军屠杀了男人之后，又到教堂要强奸妇女。教堂中国籍的张庆桐神父见状阻止，日军向张庆桐神父连开4枪，随即将浑身是血的张庆桐神父钉在十字架上。张庆桐神父因此去世。日军直到次日天快亮才撤离二站村。二站惨案过去几天后，幸存的村民们前去收尸时，尸体已难以辨认，只能凭服饰辨认。死难者大部分被就地掩埋。二站惨案遇难者共计110余人。
神父没了以后，二站村的天主教也就无人管理。1963年，十字架被从教堂里拆下。教堂正房变为礼堂，里面没有座位，但有一块高出地面很多的台子，教堂里可以开会也可以当库房。1986年，因存在坍塌，教堂被拆除。拆下的教堂用砖被用来修良乡桥，塔尖部分的砖还被用来建水库。
1997年5月，二站村与万人坑、吃人狼狗队遗址等被列为北京市首批8处爱国主义教育纪念地暨国耻纪念地。在二站村天主教堂旧址树立了“房山二站村天主教堂惨案遗址”碑。该碑为方碑，高约2米，下宽上窄，下有碑础，碑础下为一四方形的小平台。平台10米见方，由两级大理石台阶组成。碑身正面刻有“房山二站村天主教堂惨案遗址”，其他三面为碑文：

（第一面碑文）：
一九三七年九月十五日，房山地区二站村等村民在石楼村南，帮助抗日的二十九军挖战壕，以阻止日本侵略军南侵。日军在其飞机疯狂轰炸的的掩护下，侵入了二站村，百姓四处□逃，许多人逃进村北的天主教堂避难。教
（第二面碑文）：
堂前后有两层大院，都挤满了人。日军强行将所有男人赶到村西大沟里，硬把他们说成是抗日的八路军和二十九军，将他们成批杀害。然后日军又进入教堂，将妇女进行侮辱杀害，张教士进行阻拦，也被开枪打死，并把尸体钉
（第三面碑文）：
在十字架上。这次惨案共有一百一十余人被杀害，只有一人幸存。
中共北京市委宣传部

北京市文物事业管理局

房山区人民政府

一九九七年五月

2012年，“天主教堂惨案遗址”被列为北京市房山区普查登记文物。
改革开放后，北京市天主教“两会”坚持在每年抗日战争胜利纪念日时去二站村开展纪念活动。北京教区傅铁山主教曾希望通过募捐并和政府部门合作，在二站村建设一座较大的抗日纪念碑或纪念馆，但一直未能实现。2014年6月23日至27日，北京教区第一期神职人员避静神工在二站村举行，避静结束后，大家来到二站村天主教堂惨案遗址缅怀。